# 迴光物語
〈迴光物語〉是香港歌手柳應廷的單曲，於2020年8月12日由大國文化作數位發行，其後收錄於MIRROR的首張錄音室專輯《One and All》。歌曲推出後獲得熱烈回響，成為903專業推介與Chill Club 推介榜兩台冠軍歌，並最高登上新城勁爆流行榜第4位。
歌曲為柳應廷「物語三部曲」的第二作，承接前作〈水刑物語〉的概念，講述在黑暗尋找光明的自己最後發現那道光就是自己本身。

## 歌曲列表
| 線上下載 串流媒體 | 線上下載 串流媒體 | 線上下載 串流媒體 |
| 曲序              | 曲目              | 时长              |
| ----------------- | ----------------- | ----------------- |
| 1.                | 迴光物語          | 3:51              |

## 製作團隊
資料來自〈迴光物語〉音樂錄影帶於YouTube的說明文字。
- 作曲：吳林峰
- 填詞：小克
- 編曲：王雙駿
- 監製：王雙駿

## 榜單
| 週榜單（2020年）          | 最高 名次 |
| ------------------------- | --------- |
| 香港（903專業推介）       | 1         |
| 香港（新城勁爆流行榜）    | 4         |
| 香港（Chill Club 推介榜） | 1         |

## 資料來源
1. ↑  . Metro Pop. 2020-10-20  [2021-05-06]. （原始内容存档于2021-05-06）.
2. ↑  . MIRROR於YouTube. 2020-08-12  [2021-05-06]. （原始内容存档于2021-02-03）.
3. ↑  . 檸音樂. 2020-10-17  [2021-05-06]. （原始内容存档于2021-05-06）.
4. ↑  . 檸音樂. 2020-09-19  [2021-05-06]. （原始内容存档于2021-05-06）.
5. ↑  . ViuTV於Facebook. 2020-10-12  [2021-05-06].